# Bergslagens Sparbank
Bergslagens Sparbank var ett bankaktiebolag med verksamhet i Lindesbergs, Ljusnarsbergs, Nora och Storfors kommuner. Banken hade huvudkontor i Lindesberg och avdelningskontor i Frövi, Kopparberg, Nora och Storfors. I början av 2024 slogs Bergslagens Sparbank ihop med Södra Dalarnas Sparbank och bildade Sparbanken Bergslagen.
Från 2010 fram tills fusionen var banken helägd av Sparbanksstiftelsen Bergslagen, men man hade genom Sparbankernas Riksförbund ett samarbetsavtal med Swedbank.

## Historia
Sparbanken Bergslagens sparbank bildades 1967 genom sammanslagning av Lindes sparbank (tidigare Lindesbergs sparbank, bildad 1859) och Nya Kopparbergs sparbank (bildad 1858). 1970 uppgick även Fellingsbro sparbank (grundad 1855) i Bergslagens sparbank.
Banken bildades genom en ombildning av Bergslagens Sparbank till bankaktiebolag år 2000 när man tog över Föreningssparbankens verksamhet i Lindesberg, Nora och Ljusnarsberg kommuner. Här ingick bland annat den verksamhet som tidigare bedrivits av Nora sparbank (bildad 1835), vilket innebar att verksamheten utvidgades med Nora kommun. Den nybildade Sparbanksstiftelsen Bergslagen stod för 52 procent av ägandet, medan Föreningssparbanken ägde resten.
Den 1 juni 2010 köptes Bergslagens Sparbank ut av Sparbanksstiftelsen Bergslagen och därmed blev den helägd av stiftelsen.
I oktober 2012 utökades verksamheten till Storfors kommun när ett nytt bankkontor öppnades. Swedbanks lokalkontor på orten hade stängts i augusti 2007.
I november 2019 flyttade kontoret i Nora från den gamla bankbyggnaden på Rådmansgatan 15 till en ny byggnad på Rådmansgatan 28. I februari 2020 flyttade kontoret i Storå till Guldsmedshyttan. Drygt två år senare stängdes kontoret i Guldsmedshyttan tillsammans med kontoret i Fellingsbro.

## Källhänvisningar
1. ↑  ”Våra bankkontor”. bergslagenssparbank.se. Arkiverad från originalet den 11 december 2023. https://web.archive.org/web/20231211130009/https://www.bergslagenssparbank.se/kontakt/kontor-oppettider.html. Läst 11 juli 2025.
2. ↑  ”Starkare bank när Södra Dalarnas Sparbank och Bergslagens Sparbank går ihop”. sparbankerna.se. 20 februari 2024. https://sparbankerna.se/press/nyheter-och-opinion/publika-nyheter/2024-02-20-starkare-bank-nar-sodra-dalarnas-sparbank-och-bergslagens-sparbank-gar-ihop.html. Läst 11 juli 2025.
3. ↑  ”Sparbanken Bergslagens historia”. sparbankenbergslagen.se. https://www.sparbankenbergslagen.se/om-oss/historia.html. Läst 11 juli 2025.
4. ↑  ”Vi och Swedbank”. sparbankerna.se. https://sparbankerna.se/om-sparbankerna/sparbankerna-och-swedbank.html. Läst 11 juli 2025.
5. ↑  Sparbankerna 1967, Statistiska centralbyrån, Stockholm 1968
6. ↑  Sparbankerna 1970, Statistiska centralbyrån, 1971
7. 1 2  ”Bergslagens Sparbanks historia”. Arkiverad från originalet den 11 oktober 2016. https://web.archive.org/web/20161011183503/https://bergslagenssparbank.se/om-banken/historia.html. Läst 11 juni 2017.
8. ↑  Bergslagens Sparbank invigde kontoret i Storfors, 22 oktober 2012, P4 Värmland
9. ↑  ”Bankuellt Nr 7 • Oktober 2012”. Arkiverad från originalet den 11 juni 2017. https://web.archive.org/web/20170611102538/https://bergslagenssparbank.se/download/18.42e2e0a7143003c9eed5da6/1391509265709/Bankuellt-NR-7_webb.pdf. Läst 11 juni 2017.
10. ↑  Pressinbjudan till invigning av bankens nya kontor i Nora Arkiverad 16 september 2020 hämtat från the Wayback Machine., Bergslagens Sparbank, 28 oktober 2019
11. ↑  Nya banklokalerna i Nora invigda Arkiverad 16 september 2020 hämtat från the Wayback Machine., Bergslagens Sparbank, 4 november 2019
12. ↑  ”Kafélokal blir banklokal - Bergslagens sparbank flyttar från Storå till Guldsmedshyttan”. Nerikes Allehanda. 7 februari 2020. https://www.na.se/2020-02-07/kafelokal-blir-banklokal-bergslagens-sparbank-flyttar-fran-stora-till-guldsmedshyttan/. Läst 11 juli 2025. [inloggning kan krävas]
13. ↑  Pressinbjudan till invigning av Bergslagens Sparbanks nya kontor i Guldsmedshyttan Arkiverad 16 september 2020 hämtat från the Wayback Machine., Bergslagens Sparbank, 3 februari 2020
14. ↑  Vi stänger inga kontor! Vi flyttar bara... Arkiverad 16 september 2020 hämtat från the Wayback Machine., Bergslagens Sparbank, 11 november 2019
15. ↑  ”Stängda bankkontor i Fellingsbro och Guldsmedshyttan”. Nerikes Allehanda. 14 september 2022. https://www.na.se/2022-09-14/stangda-bankkontor-i-fellingsbro-och-guldsmedshyttan/. Läst 11 juli 2025. [inloggning kan krävas]